# Georges Cottier
Georges Marie Martin Cottier, O.P. (Carouge, Suíça, 25 de abril de 1922 —  Vaticano, 31 de março de 2016), foi um frade dominicano e teólogo suíço feito cardeal por Papa João Paulo II em 2003.

## Biografia
Nascido na Suíça em 1922, ingressou na Ordem dos Pregadores em 1945 Cottier estudou teologia e filosofia no Pontificium Athenaeum Internationale Angelicum, a futura Pontifícia Universidade São Tomás de Aquino, Angelicum até 1952, obtendo um bacharelado em filosofia e um licenciado em teologia. Enquanto esteve no Angelicum, foi ordenado sacerdote em 2 de julho de 1951.
Foi professor nas universidades de Genebra e Fribourg. Tornou-se secretário da Comissão Teológica Internacional em 1989. Foi nomeado pró-teólogo da Casa Pontifícia em 1990. Foi nomeado arcebispo titular de Tullia em 2003 e consagrado em 20 de outubro de 2003, pelo cardeal dom Christoph Schönborn, O.P.. Foi nomeado cardeal-diácono de Santos Domingos e Sisto, a Igreja Universitária da Pontifícia Universidade de São Tomás de Aquino, Angelicum  pelo Papa João Paulo II no consistório de 21 de outubro de 2003. Tendo servido 10 anos como cardeal-diácono, foi promovido a cardeal-diácono. padre por Papa Francisco em 12 de junho de 2014.. Foi também Secretário Geral da Comissão Teológica Internacional.

## Visualizações
No período que antecedeu a reunião do presidente Barack Obama em 10 de julho de 2009 com o Papa Bento XVI, Cottier elogiou o "humilde realismo" de Obama ao reconhecer as palavras do presidente"avançam no sentido de reduzir o mal [do aborto]" e desta forma podem alinhar-se  com o pensamento de São Tomás de Aquino e a tradição cristã primitiva sobre a elaboração de leis numa sociedade pluralista. Cottier reagiu à encíclica Ecclesia de Eucharistia de João Paulo II, dizendo que a Igreja Católica rejeita o conceito de comunhão aberta. [ligação inativa]Cottier defendeu a visão da Igreja de que o embrião é totalmente um ser humano. [ligação inativa]Saiu em defesa do Papa Pio XII contra aqueles que continuam a criticar seu legado.[ligação inativa] Cottier criticou o cristianismo anônimo, dizendo que um sistema teológico que absorve todas as realidades em Cristo termina transformando-o em uma espécie de postulado metafísico da afirmação dos valores humanos, o que torna a Igreja incapaz de iniciar um diálogo sério, esmo no nível dos direitos humanos. Então, dizer que todo mundo já é de Cristo, sabendo-o ou não, pode tornar a missão fútil. Cottier disse que o uso de preservativos pode ser moralmente lícito no contexto do combate à Sida.[ligação inativa]

## Consagrações episcopais
O cardeal Cottier foi, em 11 de dezembro de 2011, consagrante de dom Charles Morerod, O.P., bispo de Lausanne, Genebra e Friburgo.
Morreu em 31 de março de 2016, aos 93 anos.